# Автошлях Т 1624
Автошля́х Т 1624 — колишній автомобільний шлях територіального значення в Одеській області. Проходив територією Подільського та Окнянського районів через Станіславку (пункт контролю) — Окни — Новосамарку. Загальна довжина — 37,7 км.

## Маршрут
Автошлях проходить через такі населені пункти:
| Автошлях Т 1624              |         |
| Одеська область              |         |
| Подільський район            |         |
| Станіславка (пункт контролю) | Т 1638  |
| Станіславка                  |         |
| Окнянський район             |         |
| Гавиноси                     |         |
| Чорна                        | Т 1612  |
| Окни                         | E584М13 |
| Новосамарка                  |         |